# フシコクシン
フシコクシン（fusicoccin）類は、真菌が生産する有機化合物である。フシコクシン類のアグリコン部位は炭素からなる縮環した三環性化合物である。植物に対して有害な作用があり、植物死を引き起こす。

## 生理作用
フシコクシン類は真菌のFusicoccum amygdaliによって生産されるジテルペノイド配糖体である。F. amygdaliは主にアーモンドとモモの木の寄生菌である。フシコクシンは植物の細胞壁の素早い酸性化を刺激する。これが気孔の不可逆的開口を引き起こし、植物に死をもたらす。

## 生合成経路

フシコクシン類の生合成経路。ゲラニルゲラニル二リン酸からの生合成経路を記載している。

## 用途
フシコクシン類は植物ホルモンのオーキシンとその機構に関する研究において広く用いられている。